# Bačka Topola
Bačka Topola (srbsky Бачка Топола, maďarsky Topolya) je město v autonomní oblasti Vojvodina v Srbsku. Je správním centrem opštiny Bačka Topola. Nachází se v severní části regionu, na řece Krivaji, na hlavním silničním tahu (Dálnice A1 z Bělehradu do Maďarska a na hlavním železničním tahu (Železniční trať Bělehrad–Subotica) v témže směru, cca 30 km jižně od Subotice a 70 km severně od Nového Sadu.
Město se rozkládá v široké rovině Panonské nížiny.

## Obyvatelstvo
V roce 2011 zde žilo 14 596 obyvatel. Přibližně 60 % obyvatel je maďarské národnosti.

## Historie
První písemná zmínka o městě pochází z roku 1462, Bačka Topola je připomínána pod názvem Gybaych. Pod názvem Topola je město poprvé připomínáno v tureckých záznamech z roku 1453. Turecká správa mu nejspíše neprospěla, časté konflikty v oblasti Dolních Uher a nájezdy vedly k tomu, že bylo místo na konci 17. století evidováno jako opuštěné.
Znovu byla Topola osídlena až v roce 1750 z iniciativy tehdejšího šlechtice Antuna Grašalkoviće. Ten půdu daroval rodině Kraiů, která se zasloužila v bojích proti Francouzům. V roce 1806 získala tehdejší nově vzniklá osada status malého města a právo pořádat trhy třikrát ročně. Po porážce maďarské revoluce v roce 1849 bylo město vyloupeno a částečně i vypáleno. Postupně se život vrátil do starých kolejí až v druhé polovině 19. století. Roku 1869 zde vznikla při místním klášteře škola. V téže době se začal rozvíjet také průmysl, a to především potravinářský. Postavena byla řada různých mlýnů. V 80. letech 19. století byla do města zavedena železnice. Stála zde také tiskárna, vycházely zde deníky Topolya és Vidéke (Bačka Topola a okolí) a Bácstopolyai Hírlap (Noviny města Bačka Topola).
V roce 1904 změnilo město název z Bácstopolya na Topolya (v maďarštině). Dne 19. dubna 1906 zdevastoval město velký požár a většina z něj lehla popelem. Zničil také původní římskokatolický kostel.
Do druhé světové války bylo obyvatelstvo téměř čistě maďarské. V rakousko-uherském sčítání lidu z roku 1910 bylo zjištěno 12 339 Maďarů, 505 Židů a 17 Srbů.
V závěru první světové války bylo město obsazeno francouzskou armádou, bylo připojeno ke Království Srbů, Chorvatů a Slovinců a později na základě Trianonské dohody byla tato změna stvrzena. 
V roce 1940 byl vysvěcen a předán do užívání místní pravoslavný kostel sv. Eliáše. 
Během druhé světové války jej obsadilo Maďarsko, v roce 1944 jej osvobodili jugoslávští partyzáni spolu s Rudou armádou.
Po skončení konfliktu byla východně od města vybudována nová průmyslová zóna (výroba masných výrobků a nábytku) a nízká zástavba sídel panonského typu byla narušena na jižním okraji města novým sídlištěm modernistického typu. V 90. letech v souvislosti s ekonomickým problémy rozpadající se Jugoslávie počet obyvatel značně poklesl; nemalá část místního obyvatelstva odešla do zahraničí.

## Školství
V roce 2016 měla Bačka Topola jednu školku, osm základních škol a tři střední školy. Nachází se zde jedna hudební škola. Ve městě se také nacházela fakulta biofarmářství Univerzity Megatrend.

## Kultura a pamětihodnosti
- Katolický kostel z roku 1906
- Pravoslavný kostel sv. Eliáše[4] z roku 1940
- Městské muzeum (srbsky Gradski muzej)

## Sport
Ve městě sídlí tým FK TSC, který hraje srbskou superligu.

## Osobnosti
- Dušan Tadić (* 1988), fotbalista, srbský reprezentant
- Erzsebét Bakay (* 1926), maďarská výtvarnice